# A Christmas Cornucopia
A Christmas Cornucopia – album Annie Lennox, wydany w 2010 roku.

## Ogólne informacje
Jest to pierwszy album z nagraniami świątecznymi artystki i pierwszy wydany przez Universal Music Group (wcześniej artystka nagrywała dla Sony BMG). Wydawnictwo promowały trzy single „Universal Child”, „God Rest Ye Merry Christmas” i „The Holly and the Ivy”. Pierwszy z nich, został napisany przez Lennox, pozostałe dwa to covery tradycyjnych bożonarodzeniowych kolęd. Album nie odniósł sukcesu na listach przebojów, jedynie w USA dotarł do 7. miejsca i sprzedał się w nakładzie 179 tysięcy egzemplarzy. W 2020 roku z okazji dziesięciolecia wydania płyty, na rynku ukazała się  jej reedycja z nowym utworem „Didoʼs Lament” wydanym na czwartym singlu promującym wydawnictwo.

## Lista utworów
1. „Angels from the Realms of Glory” - 4:00
2. „God Rest Ye Merry Gentlemen” - 3:32
3. „See Amid the Winter's Snow” - 3:31
4. „Il est né le divin Enfant” - 3:37
5. „The First Noel” - 4:40
6. „Lullay Lullay (The Coventry Carol)” - 3:13
7. „The Holly and the Ivy” - 3:37
8. „In the Bleak Midwinter” - 3:31
9. „As Joseph was a Walking (The Cherry Tree Carol)” - 3:59
10. „O Little Town of Bethlehem” - 3:33
11. „Silent Night” - 3:49
12. „Universal Child” - 4:14

## Pozycje na listach sprzedaży
| Kraj              | Pozycja |
| ----------------- | ------- |
| Australia         | 76      |
| Austria           | 35      |
| Belgia            | 74      |
| Belgia            | 64      |
| Kanada            | 19      |
| Holandia          | 60      |
| Francja           | 115     |
| Niemcy            | 37      |
| Irlandia          | 58      |
| Szwecja           | 24      |
| Szwajcaria        | 38      |
| Wielka Brytania   | 16      |
| Stany Zjednoczone | 7       |

## Single
- 2010: „Universal Child"
- 2010: „God Rest Ye Merry Gentlemen"
- 2010: „The Holly and the Ivy"